# Sjedeća žena iz Çatal Höyüka
Sjedeća žena iz Çatal Höyüka je gola ženska figura od pečene gline, smještena između naslona za ruke od mačjih glava. Općenito se smatra da prikazuje korpulentnu i plodnu božicu majku u procesu rađanja dok sjedi na svom prijestolju, koja ima dva naslona za ruke u obliku glava mačaka (lavica, leopard ili pantera) u motiv gospodarice životinja. Statueta, jedna od nekoliko ikonografski sličnih pronađenih na tom mjestu, povezana je s ostalim korpulentnim pretpovijesnim likovima božica, od kojih je najpoznatija Venera iz Willendorfa.
Riječ je o neolitskoj skulpturi koju je oblikovao nepoznati umjetnik, a dovršena je otprilike 6000. pr. Kr. Iskopao ju je arheolog James Mellaart 1961. u Çatal Höyüku u Turskoj. Kada je pronađena, nedostajao je ostatak glave i ruku s desne strane. Trenutna glava i naslon za ruke moderna su restauracija. Skulptura se nalazi u Muzeju anadolskih civilizacija u Ankari u Turskoj.

## Poveznice
- Kibela
- Popis umjetnosti kamenog doba
- Figure Venere

## Vanjske poveznice
|  | Zajednički poslužitelj ima stranicu o temi Mother goddess from Çatalhöyük    |
|  | Zajednički poslužitelj ima još gradiva o temi Mother goddess from Çatalhöyük |

- When the Goddesses Ruled - Çatal Hüyük  Arhivirana inačica izvorne stranice od 1. listopada 2009. (Wayback Machine)
- The Goddess Uncovered  Arhivirana inačica izvorne stranice od 27. srpnja 2010. (Wayback Machine)